# Народження трагедії з духу музики
Народження трагедії з духу музики (нім. Die Geburt der Tragödie aus dem Geiste der Musik) — твір німецького філософа Фрідріха Ніцше з теорії драматургії 1872 року. Його було перевидано в 1886 році під «Народження трагедії, або: Еллінізм і песимізм» (нім. Die Geburt der Tragödie, Oder: Griechentum und Pessimismus). Пізніше видання містило вступне есе автора «Спроба самокритики», де Ніцше прокоментував перше видання книги.

## Історія
У січні та лютому 1870 року Ніцше прочитав дві лекції про давньогрецьку драму. Отримавши копії лекцій, його друзі Ріхард і Козіма Вагнери запропонували йому написати книгу на цю тему.
Коли в 1870 році почалася Франко-пруська війна, Ніцше вирушив на фронт. 11 серпня він отримав дозвіл від Базельського університету, але міг діяти тільки як медичний ординарець. Під час перевезень поранених, за якими доводилось доглядати протягом трьох діб, в товарних вагонах Ніцше захворів на дифтерію і шигельоз (так тоді називалась хвороба дизентерія) і вже не повернувся до театру бойових дій. Наприкінці жовтня повернувся до Базелю, щоб розпочати викладання. Після цієї невдалої служби мав хронічні проблеми з травленням, геморой, безсоння та депресію. Саме під час лікування Ніцше повернувся до роботи над книгою про філософські витоки грецької трагедії.

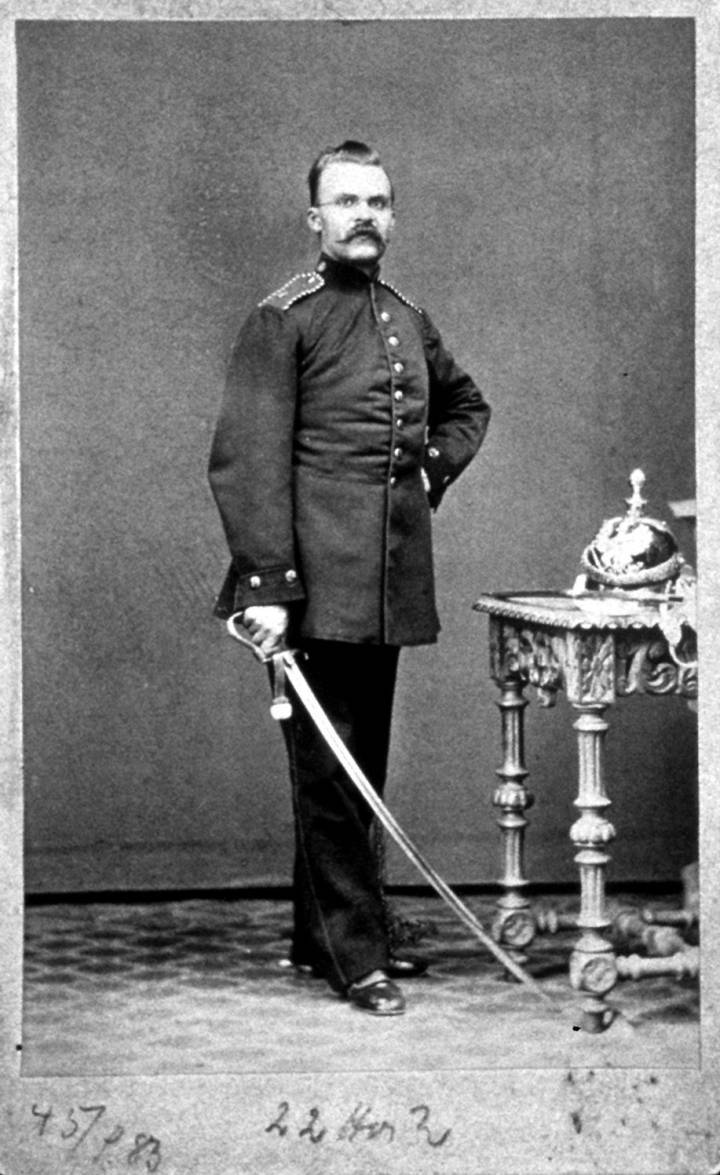
Ніцше в однострої артилериста, 1868 рік

У квітні 1871 року він подав рукопис видавцю Вільгельму Енгельманну. Коли Енгельманн не відповів, Ніцше попросив повернути рукопис у червні. Він наказав приватно надрукувати частину книги під назвою «Сократ і грецька трагедія» (нім. Sokrates und griechische Tragödie) і надіслати друзям. Ріхард Вагнер отримав перший примірник 18 червня.
У жовтні 1871 року Ніцше подав перероблений рукопис Е.В. Фрічу, який публікував твори Вагнера. Фріч прийняв книгу в листопаді. Друк було завершено наприкінці грудня, і книга під назвою «Народження трагедії з духу музики» (нім. Die Geburt der Tragödie aus dem Geiste der Musik) надійшла до книгарень 2 січня 1872 року. Друге видання було надруковано Фрічем у 1874 році, але через фінансові проблеми видавця воно було переплетене лише у 1875 році і вийшло малим накладом. У 1878 році решту примірників і права на публікацію перших двох видань придбав новий видавець Ніцше—— Ернст Шмейцнер.
До 1886 року Ніцше посварився зі Шмайцнером, на той час Фріч оговтався від фінансових труднощів. У жовтні 1886 року Фріч опублікував нове видання під новою назвою «Народження трагедії, або: еллінізм і песимізм» (нім. Die Geburt der Tragödie, Oder: Griechentum und Pessimismus), з доданим вступним есе Ніцше під назвою «Спроба самокритики», де той коментував попередні видання.

## Ідея
Книга фактично є компіляцією кількох чернеток і текстів, які Ніцше виклав на папір з 1869 року і пізніше, мали назви: Грецька музична драма; Сократ і грецька трагедія; Діонісійський світогляд; Трагедія і вільні духи, Народження трагічної думки — усі есеї, деякі з яких були опубліковані значно пізніше в газетах Ніцше, але які стали невід'ємними компонентами його книги влітку 1871 року. Ніцше не надавав особливого значення створенню цілісного твору, а радше мав на увазі принцип «загального твору мистецтва».
У творі розвивається теза, згідно з якою мистецтвом керують дві великі протилежні сили: діонісійська та аполлонічна. Ці дві сили, об’єднані на деякий час у грецькій трагедії, були б знову розділені тріумфом раціональності з Евріпідом і Сократом. Тоді Ніцше сподівався знайти поєднання діонісійського та аполлонічного у Вагнера, якому присвячене «Народження трагедії».

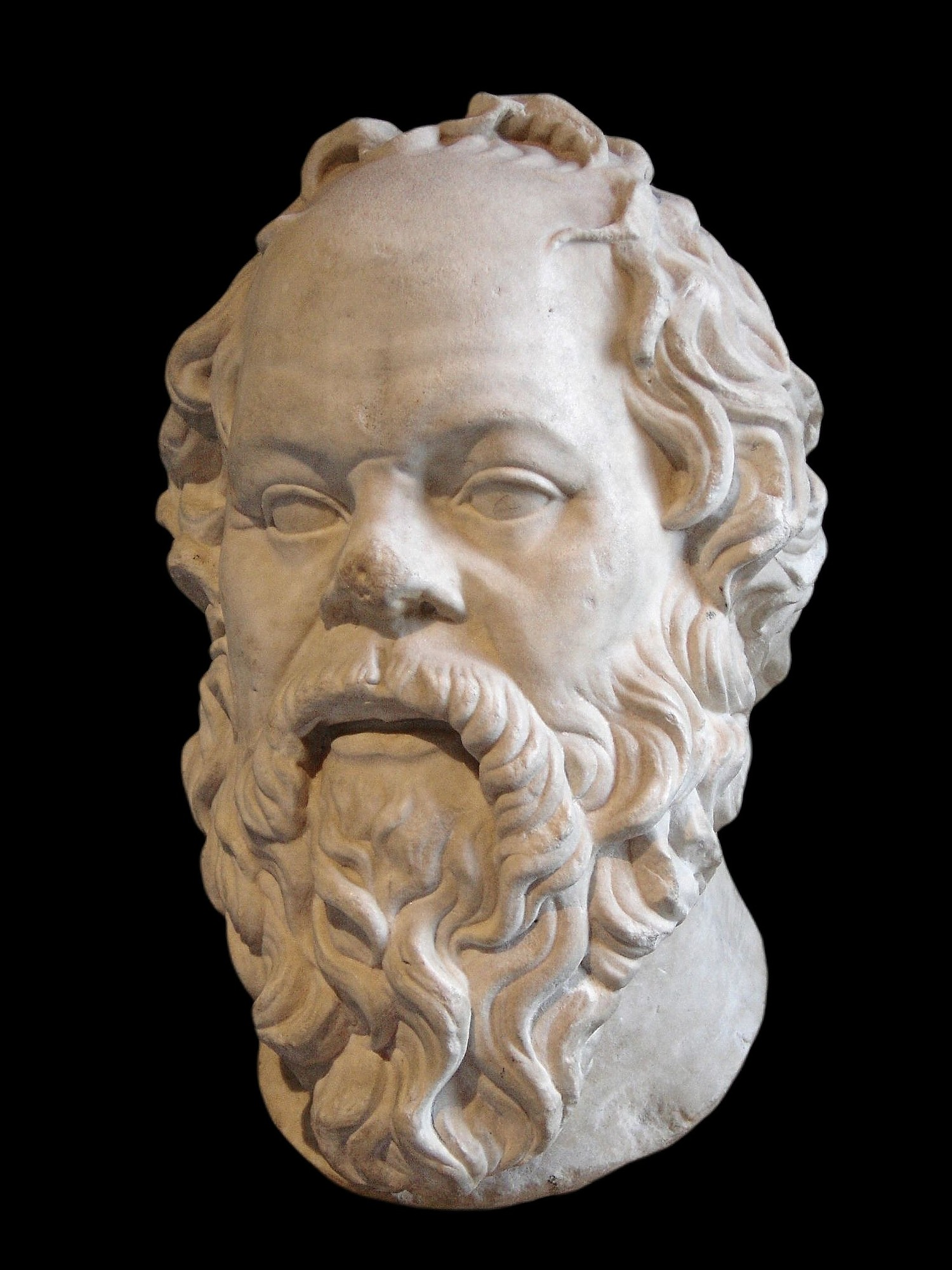
Сократ - давньогрецький філософ, якого критикував Ніцше

Своїм твором молодий Ніцше хотів виправити поширену раніше думку «класиків» (Йоган Вольфганг фон Гете , Фрідріх Шиллер), що греки були життєрадісним і щасливим народом. Вона розкриває перед читачем досить трагічне ставлення до життя еллінів, які опинилися у світі постійних битв на знищення заради досягнення егоїстичних цілей і яким був потрібен свій світлий світ богів, щоб мати змогу перенести морок і зли години щоденного існування. Вони знайшли своє вираження у своєму мистецтві, а двоє їхніх олімпійських богів займали ключове становище: Аполлон і Діоніс.
Основою праці є фундаментальна естетична філософія, яку Ніцше описує як «естетичну науку», яка має замінити онтологію та епістемологію як першу філософію.
Ніцше пише про це:
бо тільки як естетичне явище буття і світ вічно виправдані
Своєрідна здатність трансформувати екзистенціальні переживання в мистецькі явища створює перспективу вираження релігії та науки, як утворення мистецтва з оптики життя. Аттична трагедія, яку Ніцше бачив як вершину та взірцевий характер грецької культури та мистецтва, має центральне значення для його подальших досліджень.
Пізніше Ніцше створив передмову до другого видання 1886 року. В ній він критикує свій попередній стиль письма, але не свій намір, оскільки цією книгою він визначив вирішальний курс у своєму житті. У своїй «самокритиці» він писав у 1886 році:
яка неможлива книга повинна була виникнути з такого недоречного завдання! Побудована з нічого, крім передчасних, надмірно зелених власних переживань, які були прямо на порозі того, що можна повідомити, покладені на основу мистецтва - тому що проблему науки не можна розпізнати на основі науки - книга можливо, для митців зі стороною аналітичних і ретроспективних здібностей (тобто для виняткового типу митця, якого треба шукати і навіть не хочеться шукати...), повного психологічних інновацій і мистецьких секретів, з метафізика художника на задньому плані, юнацька робота, сповнена юнацької мужності та юнацької меланхолії, незалежна, зухвала й незалежна, навіть коли вона, здається, схиляється перед авторитетом і власним шануванням, одним словом, перша робота в усіх поганих значеннях цього слова, незважаючи на його стареча проблема, уражена кожною помилкою молодості, особливо її «занадто довгим», її «Sturm und Drang»: з іншого боку, з точки зору успіху, який він мав (особливо у великого художника, якому він був адресований ніби в діалозі, Ріхард Вагнер), я думаю, що це перевірена книга, яка, безумовно, зробила достатньо для свого «найкращого свого часу».

## Заголовок і підзаголовок
Назва твору обігрує двояке значення терміна трагедія. З одного боку, трагедія відноситься до літературного жанру, генеалогію якого пропонує Ніцше. Але з іншого боку, трагедія також відноситься до «драми, породженої її зникненням».
Коли твір було перевидано в 1886 році, Ніцше замінив перший підзаголовок «З духу музики» на «Еллінізм і песимізм». Ця нова назва прагне підкреслити питання, яке лежить в основі «Народження трагедії», а саме, як грекам вдалося подолати відчуття того, що життя не варте того, щоб жити.

## Твір
Ніцше знайшов у класичній афінській трагедії художню форму, яка перевершила песимізм і нігілізм безглуздого світу за своїми основами світу. Грецькі глядачі, вдивлялись у безодню людських страждань, пристрасно й радісно стверджували сенс власного існування. Вони знали, що вони набагато більше, ніж дрібні особи, знаходячи самоствердження не в іншому житті, не в прийдешньому світі, а в жаху та екстазі, які однаково представлені під час виконання трагедій.
Спочатку як філолог за освітою, Ніцше обговорює історію трагічної форми та вводить інтелектуальну дихотомію між діонісійським і аполлонічним (дуже вільно: реальність з невпорядкованими та невизначеними формами проти реальності з впорядкованими та визначеними формами). Він стверджує, що життя завжди включає боротьбу між цими двома елементами, кожен з яких бореться за контроль над існуванням людства. За словами Ніцше, «де б не перемагало діонісійське, аполлонівське було стримувано та знищено... всюди, де перший натиск діонісійців був успішно витриманий, авторитет і велич дельфійського бога Аполлона виявлялися більш жорсткими та грізними, ніж будь-коли». І все ж жодна сторона ніколи не перемагає, оскільки кожна містить іншу у вічномму природньому стримуванні або рівновазі.
Ніцше стверджував, що трагедія Стародавньої Греції була найвищою формою мистецтва завдяки поєднанню аполлонічних і діонісійських елементів в одне ціле, що дозволяло глядачеві відчути повний спектр людських станів. Діонісійський елемент можна було знайти в музиці хору, тоді як аполлонічний елемент був знайдений у діалозі, який надав конкретну символіку виставам, врівноважуючи діонісійські елементи. По суті, аполлонічні абстрактні форми змогли надати форму пристрасному діонісійському досвіду.
До трагедії була епоха статичної, ідеалізованої пластики у формі скульптури, яка представляла аполлонівський погляд на світ. Діонісійський елемент можна було знайти в шалених гуляннях свят і пияцтві, але, найбільше, в музиці. Поєднання цих елементів в одній формі мистецтва породило трагедію. Він припускає, що хор спочатку завжди був сатирами, людьми-козлами. Це припущення було зроблене Ніцше із тлумачення походження слова «трагедія» (грец. τραγωδία) як утвореного від trag(o)-aoidiā = «цапова пісня» від tragos = «цап» і aeidein = «співати». Таким чином, він стверджує, «ілюзія культуру знищив споконвічний образ людини» для глядачів; вони емпатично брали участь разом із хором, «так що вони уявляли себе відновленими природними геніями, як сатири». Але в цьому стані вони бачать самих себе, енергію, яку вони втілюють, як аполлонівський сон. Це видіння бога, Діоніса, який з'являється перед хором на сцені. І актори, і сюжет — розвиток того бачення сну, суть якого — екстатичне розчленування бога й ритуалів вакханок, нерозривного екстазу й страждання людського існування.

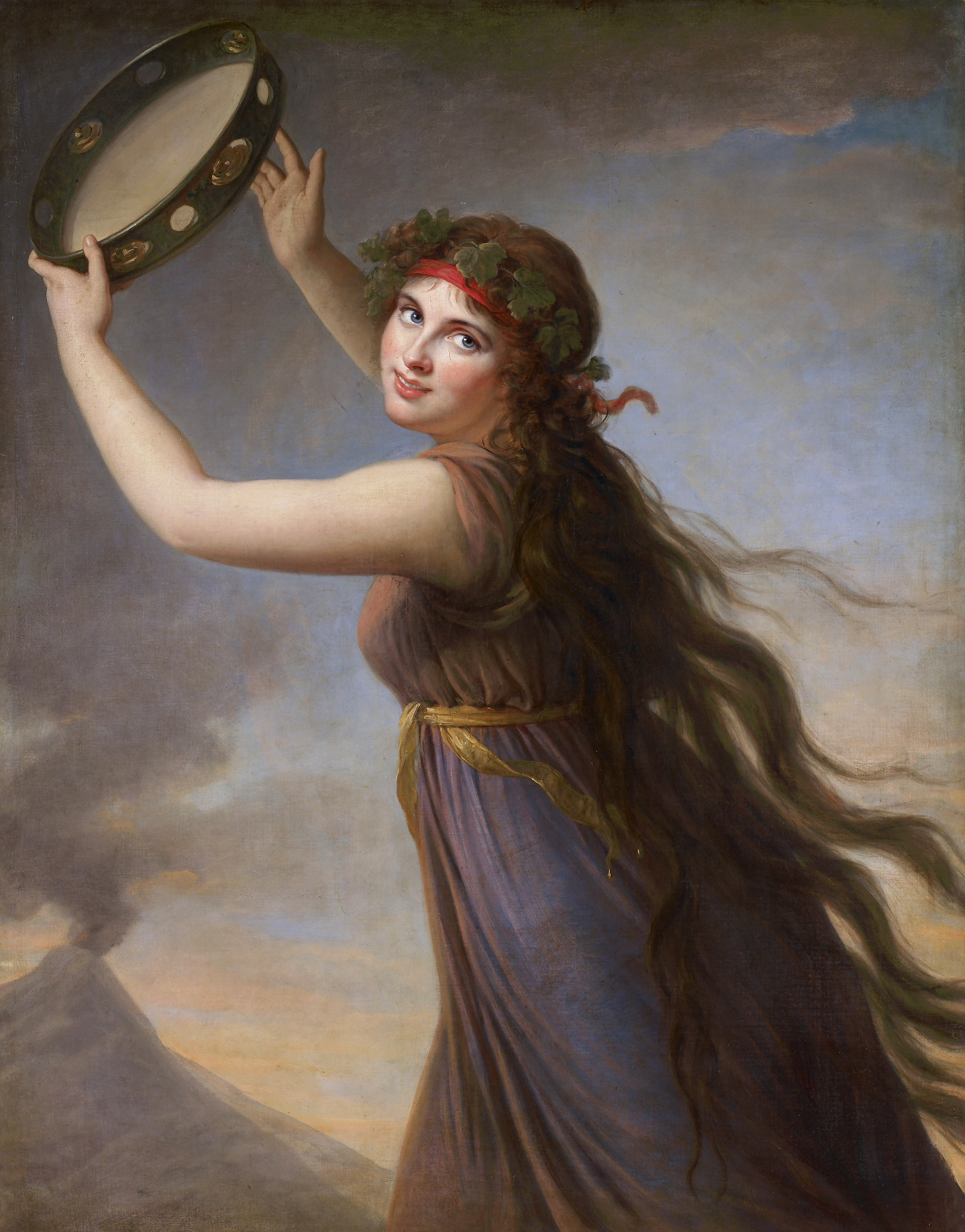
Леді Гамільтон в образі вакханки

Після часів Есхіла та Софокла настала епоха, коли трагедія померла. Ніцше пов’язує це з впливом таких письменників, як Евріпід, і появою раціональності, представленою Сократом. Евріпід зменшив використання хору та був більш натуралістичним у своєму представленні людської драми, зробивши її більш  реалістичним віддзеркаленням реалій повсякденного життя. Сократ наголошував на розумі настільки, що він поширив цінність міфу та страждання в людському пізнанні. Для Ніцше ці два інтелектуали допомогли вичерпати здатність особистості брати участь у формах мистецтва, оскільки вони бачили речі надто тверезо та раціонально. Містичний аспект участі в мистецтві та міфі був втрачений. Разом з цим зникла і значна частина здатності людини жити творчо в оптимістичній гармонії зі стражданнями життя. Ніцше приходить до висновку, що можливо відновити баланс діонісійського та аполлонічного в сучасному мистецтві через опери Ріхарда Вагнера та відродження трагедії.
На відміну від типового просвітницького погляду на давньогрецьку культуру як шляхетну, просту, елегантну та грандіозну, Ніцше вважав, що греки борються з песимізмом. Всесвіт, у якому ми живемо, є продуктом великих взаємодіючих сил, але ми не спостерігаємо за ними і не знаємо їх. Те, що ми збираємо разом як наші концепції світу, вважав Ніцше, насправді ніколи не стосується реальності, що лежить в основі. Людська доля — бути під контролем найтемніших універсальних реалій і, водночас, жити у омріяному людьми світі ілюзій.
Отже, питання, принаймні так вважав Ніцше, полягає в тому, як пережити й зрозуміти діонісійську сторону життя, не руйнуючи очевидних цінностей аполлонічної сторони. Нездорово для окремої людини чи цілого суспільства бути повністю під впливом одного з них. Найміцніша і найздоровіша опора — це мати баланс між діонісійським та аполлонівським. Теорія афінської трагічної драми Ніцше показує, як саме до Евріпіда та Сократа діонісійські та аполлонічні елементи життя були переплетені разом у мистецтві театру. Грецький глядач знаходив сили до життя через безпосередній досвід діонісійського в охоронній формі трагедії на аполлонівській сцені.

## Вплив
«Народження трагедії» — це робота молодого автора, яка демонструє знайомство Ніцше з ідеями багатьох філософів, під впливом яких він перебував. Його інтерес до класичної Греції, як до певної міри раціонального суспільства можна, певною міро,ю пояснити впливом Йогана Вінкельмана. Хоча в самій книзі Ніцше багато в чому відійшов від Вінкельмана. Крім того, Ніцше використовує термін «наївний» саме в тому сенсі, який використовував Фрідріх Шиллер. Велике значення для нього мали праці Артура Шопенгауера, особливо «Світ як воля та уявлення». Аполлонічний досвід має велику подібність до досвіду світу як «репрезентації» в розумінні Шопенгауера, а досвід Діонісія має подібність до ототожнення зі світом як «волею». Ніцше виступав проти буддистського заперечення волі Шопенгауером. Він стверджував, що життя варте того, щоб жити, незважаючи на величезну кількість жорстокості та страждань, які існують. 

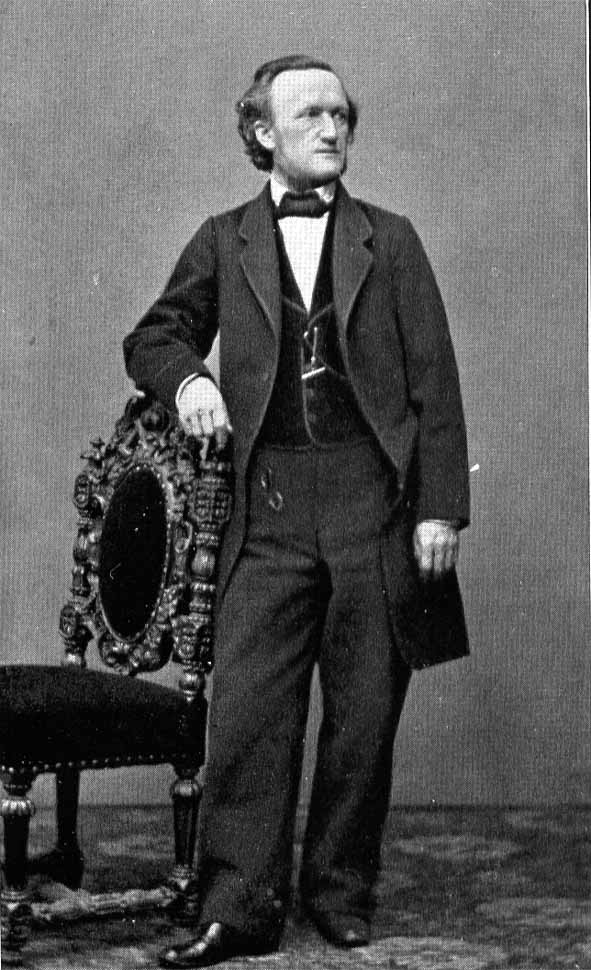
Ріхард Вагнер. Захоплення його музикою вплинуло на книгу Ніцше

За рік до публікації «Народження трагедії» Ніцше написав фрагмент під назвою «Про музику та слова». В ньому він стверджував шопенгауерівське судження про те, що музика є первинним вираженням сутності всього. Вторинно похідними є лірика та драма, які представляють лише феноменальні прояви предметів. Таким шляхом з музики народжується трагедія.

## Прийом

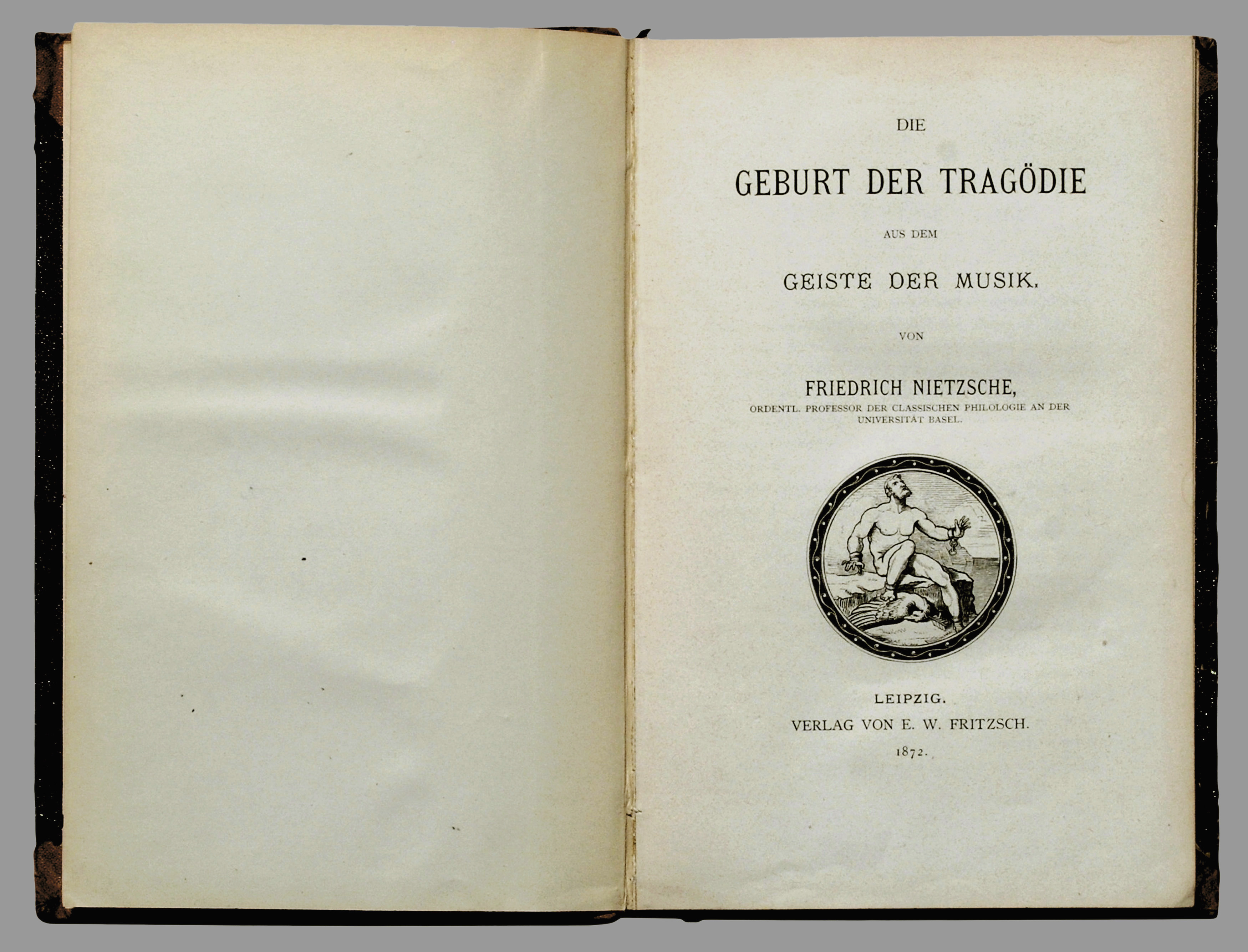
Перше видання «Народження трагедії» Ніцше

Народження трагедії було піддано гнівній критиці багатьма поважними професійними дослідниками грецької літератури. Особливо різким в оцінках був філолог Ульріх фон Віламовіц-Меллендорф, який засудив працю Ніцше як безглузду та оманливу. Під спонуканням Ніцше, Ервін Роде — його друг, написав схвальну рецензію, що спричинила перші принизливі дебати щодо книги. В ній він відповів, викривши Віламовіц-Моллендорф у неточних цитатах праці Ніцше. Ріхард Вагнер також опублікував відповідь на критику Віламовица-Моеллендорфа, але його вчинок лише охарактеризував Ніцше як лакея композитора.
У своєму засудженні «Народження трагедії» Віламовіц казав:
Пан Н. ... є також професором класичної філології; він розглядає низку дуже важливих питань історії грецької літератури. ... Це те, що я хочу висвітлити, і легко довести, що тут також уявна геніальність і зухвалість у викладі своїх претензій стоїть у прямому відношенні до його невігластва та відсутності любові до істини. ... Його рішення полягає в тому, щоб применшувати історико-критичний метод, лаяти будь-яке естетичне розуміння, яке відхиляється від його власного, і приписувати «повне нерозуміння вивчення античності» епосі, в якій філологія в Німеччині, особливо через творчість Ґотфріда Германа і Карла Лахмана була піднята на нечувану висоту. Припускаючи, що у греків могли бути проблеми, Ніцше відходив від наукових традицій свого часу, які розглядали греків як щасливих, можливо, навіть наївних і простих людей. У творі сплетіння професійної філології, філософського проникнення та захоплення музичним мистецтвом. Як праця з філології, вона була майже відразу відкинута, фактично знищивши академічні прагнення Ніцше. Музична тема була настільки тісно пов'язана з Ріхардом Вагнером, що Ніцше стало збентеженим, коли він сам досяг певної дистанції та незалежності від Вагнера. Таким чином, це перша повна, опублікована філософська праця Ніцше, у якій ставиться низка запитань, уривчасто визначених з сумнівними відповідями.
Маріанна Коуен у своєму вступі до «Філософії Ніцше в трагічну добу греків» описує ситуацію такими словами:
«Народження трагедії» представило погляд на греків, настільки чужий духу часу та ідеалам його науки, що це затьмарило всю наукову кар’єру Ніцше. Це спровокувало памфлети та контр-памфлети, які критикували його на підставі здорового глузду, науки та розуму. Деякий час Ніцше, який тоді був професором класичної філології Базельського університету, не мав учнів у своїй галузі. Його лекції були саботовані німецькими професорами філософії, які радили своїм студентам не з’являтися на курси Ніцше.
У 1886 році сам Ніцше мав застереження щодо роботи. Через це, він опублікував передмову у виданні 1886 року, де переоцінив деякі зі своїх головних проблем та ідей у тексті. У цьому пост-скриптумі Ніцше згадував «Народження трагедії» як «неможливу книгу... погано написану, важку, збентежену, божевільну та заплутану від образів, сентиментальну, цукристу аж до жіночності, з нерівномірним темпом, [і] без волі до логічної чистоти». Тим не менше, він захищав «зарозумілу та дивну книгу» за те, що вона надихає «колег-рапсодистів» і заманює їх на «нові таємні стежки та місця для танців».
У 1888 році в еce Homo Ніцше повернувся в атаку. Він захищає «Народження трагедії», стверджуючи: 
«...Це байдуже до політики, — «ненімецьке», якщо використовувати мову теперішнього часу, — воно тхне образливо гегелівським, а трупний аромат Шопенгауера прилипає лише до «Ідеї» — антитези діонісійського й аполлінічного — переведена в історію як розвиток цієї «ідеї»; раніше зіткнувшись одне з одним, раптово протиставляються, використовуються, щоб висвітлити одне одного та зрозуміти... Опера, наприклад, і революція. — Двома вирішальними нововведеннями книги є, по-перше, її розуміння діонісійського феномену серед греків: вперше пропонується психологічний аналіз цього явища, і воно розглядається як один із коренів усього грецького мистецтва. Іншим є розуміння сократизму: Сократ вперше визнається знаряддям грецького розпаду, як типовий декадент. «Раціональність» проти інстинкту. «Раціональність» будь-якою ціною як небезпечна сила, що підриває життя!— Глибоке, вороже мовчання про християнство протягом усієї книги. Це не аполлінізм і не діонісійство; він заперечує всі естетичні цінності — єдині цінності, які визнає «Народження трагедії»: він нігілістичний у найглибшому сенсі, тоді як у діонісійському символі досягається кінцева межа ствердження. Є один натяк [Народження трагедії, 24] на християнських священиків як на «злісних карликів», які є «підземними»...»
Нечисленні відгуки про твір Ніцше, які, ймовірно, були викликані сенсаційною суперечкою , були незмінно критичними. Ніцше втратив репутацію філолога, що відбилося на скороченні числа студентів. Для філології він став «науково мертвим». З іншого боку, деякі митці сприйняли книгу позитивно. Ріхард і Козіма Вагнери були в захваті, як і Ганс фон Бюлов та, з деякими застереженнями, Ференц Ліст.
Твори Ніцше мали все більший успіх у мистецьких та інтелектуальних колах. Однак терміни «аполлонічний» і «діонісійський» незабаром зажили власним життям і використовувалися як «класицизм» і «експресіоніст». Це означало, що взаємозв’язок між двома потягами, який був таким важливим для Ніцше, був втрачений.
Рольф Гохгут звинуватив виступ Ніцше в тому, що він надмірно підкреслив роль музики у створенні античної трагедії заради проекту Вагнера та в упущенні ролі щоденної політики, незважаючи на власні знання. Оскільки саме політика явно домінує у випадку з Мілетом Фрініха чи в Перси Есхіла.
У назві свого роману «Зачарована гора» Томас Манн посилається на уривок з «Народження трагедії», а вплив твору Ніцше можна побачити в персонажі роману Мінхір Піперкорн, який втілює «діонісійський принцип».
У контексті критичного дослідження «атеїстичного гуманізму» Ніцше впливовий католицький богослов Анрі де Любак вважав його «геніальним твором» і присвятив кілька сторінок свого дослідження поясненню зв’язку між ранньою думкою Ніцше та християнством.